# Biên (kinh tế học)
Biên, thuật ngữ trong kinh tế học, chỉ kết quả xảy ra thêm khi tiêu dùng hay sản xuất thêm một đơn vị hàng hóa. Thuật ngữ này xuất phát từ toán học. Khi đại lượng X phụ thuộc vào đại lượng Y, thì mức thay đổi của X khi Y thay đổi một đơn vị được gọi là biên của X (dX/dY).